# Bel Canto (groupe)
Pour les articles homonymes, voir Bel Canto et Canto.
Bel Canto est un groupe norvégien de dream pop, originaire de Tromsø. Il se forme en 1985, et comprend la chanteuse Anneli Drecker.

## Histoire
Le groupe se forme en 1985 à Tromsø (la ville qui comprend l'université la plus septentrionale de l'Europe) quand les musiciens norvégiens Nils Johansen et Geir Jenssen recrutent la chanteuse Anneli Marian Drecker au sein de Bel Canto.
Les deux premiers albums du groupe sont marqués par les sons presque industriels des synthétiseurs de Johansen et Jenssen. Geir Jenssen quitte le groupe en 1989 pour former Biosphere, tandis que le duo Drecker/Johansen amorce un virage vers la pop et les musiques du monde, comme en témoigne le troisième album Shimmering, Warm and Bright en 1992.
La production du groupe se fait maintenant plus restreinte : les albums de Bel Canto alternent avec les projets solos d'Anneli Drecker, les collaborations de cette dernière avec les autres groupes norvégiens que sont A-ha et Röyksopp, ainsi que ses maternités.
Anneli Marian Drecker a également des collaborations musicales avec des artistes tels que Jah Wobble et Hector Zazou. Anneli Marian Drecker réalise également les chœurs sur l'album East on Fire du groupe Foreign Affair (2 ex-membres de Minimal Compact)[Quand ?].
En 2007, il est rapporté que la formation originale de Bel Canto s'était réunie et travaillait sur un nouvel album. Mais le projet n'a pas abouti et le membre fondateur Geir Jenssen a de nouveau quitté le groupe.
En 2017, Bel Canto se produit à l'Øyafestivalen à Oslo, jouant certaines des chansons les plus connues de leur carrière dans un set de près d'une heure. Dans une interview, Anneli Drecker déclare que le groupe souhaitait faire plus de concerts et éventuellement enregistrer de nouvelles chansons.
En juin 2022, Anneli Drecker et Nils Johansen annoncent qu'ils travaillent sur un nouvel album de Bel Canto. L'album sort le 26 avril 2024 sous le titre Radiant Green, le premier album du duo depuis 22 ans.

## Discographie

### Albums studio
- 1987 : White-Out Conditions
- 1989 : Birds of Passage
- 1992 : Shimmering, Warm and Bright
- 1996 : Magic Box
- 1998 : Rush (Images version alternative de l'album Rush avec les mêmes titres mais des illustrations différentes pour la France)
- 2002 : Dorothy's Victory
- 2024 : Radiant Green

### Compilations
- 2001 :  Retrospect